# 이에나가 사부로
이에나가 사부로(일본어: 家永 三郎, 1913년 9월 3일 - 2002년 11월 29일)는 일본의 역사학자로 역사교과서 논란으로 유명하다. 1953년 일본 문부성은 이에나가가 저작한 교과서를 출간하였으나, 일본의 전쟁범죄에 관해서 의견차와 사실 오류라며 검열하였다. 이에나가는 이에 의견을 자유롭게 말할 권리에 대한 위반이라며, 문부성에 여러 차례의 법정 소송을 내었다. 그는 1999년과 2001년에 노암 촘스키에 의해 노벨 평화상에 후보로 올랐다.
이에나가는 나고야에서 태어나서, 1926년 도쿄의 히비야 고등학교에 들어갔으며, 1937년 도쿄대학교를 졸업하였다. 졸업 후 그는 도쿄교육대에 1949년부터 1977년까지 교수로 재직하였고, 1977년부터 1984년까지 주오대학교에 재직하였다.

## 재판 목록

### 제1차 소송
제1차 소송은 이에나가 사부로가 1965년 6월 12일, 잇따른 교과서 검정 거부에 대해 소송을 걸면서 시작되었다. 그는 교과서 검정 제도는 교육기본법 제10조 및 헌법 제21조에 위배된다고 주장하였다.
- 1심 재판 (1965년 6월 12일 이에나가에 의해 소송 회부, 1974년 7월 16일 판결, 도쿄 지방재판소 판결): 타카츠 판사는 교과서 검정 제도를 검열제로 악용해서는 안 되며 이는 헌법 제21조를 위반했다고 판결하여, 이러한 재량권 남용에 대해 "국가는 이에나가 사부로에가 10만 엔을 지급하라"라고 판결을 내렸다.
- 2심 재판 (1974년 7월 26일 이에나가에 의해 소송 회부, 1986년 3월 19일 판결, 도쿄 고등재판소 판결): 스즈키 판사는 국가는 교과서 검정 제도를 검열제로 악용하지 않았다고 판결했다.
- 3심 재판 (1986년 3월 20일 이에나가에 의해 소송 회부, 1993년 3월 16일 판결, 일본 최고재판소 판결): 가베 판사는 2심 재판에 대한 평결을 그대로 적용하여 판결을 내렸다.

### 제2차 소송
이에나가는 1965년에 자신이 저술한 "신 일본 역사" 교과서의 검정 거부에 대하여 문부성에 맞서 행정 소송을 걸었다.
- 1심 재판 (1965년 6월 12일 이에나가에 의해 소송 회부, 1974년 7월 16일 판결, 도쿄 지방재판소 판결): 스기모토 판사는 교과서에 저술된 내용을 검열하는 데 악용된 검정 제도가 교육기본법 제10조에 위배되며 검정 제도 그 자체가 헌법 제21조 2항에 의한 검열의 합법화로 보았고, 국가에 해당 결정을 취소할 것을 명령했다.
- 2심 재판 (1970년 7월 24일 국가에 의해 소송 회부, 1975년 12월 20일 판결, 도쿄 고등재판소 판결): 아자카미 판사는 국가의 항소를 기각한다는 판결을 내렸다. 현재 상황에서 해당 검정에 대한 결정의 일관성이 없다고 보았기 때문이다.
- 3심 재판 (1975년 12월 30일 국가에 의해 소송 회부, 1982년 4월 8일 판결, 일본 최고재판소 판결): 대법원은 고등재판소의 판결을 다시 고등재판소로 돌려 보냈다. 이는 교육 과정 지침이 1차 소송 이후 개정되었고 그 결과로 2심 재판에서의 판결이 더 이상 효력이 없기 때문이라고 보았기 때문이다.
- 4차 재판 (1989년 6월 27일 판결, 도쿄 고등재판소 판결): 도쿄 고등재판소는 1심 재판에서의 판결을 기각했다.

### 제3차 소송
제3차 소송은 이에나가 사부로가 국가에 대해 소송을 걸면서 시작되었다.
- 1심 재판 (1984년 1월 1일 이에나가에 의해 소송 회부, 1989년 10월 3일 판결, 도쿄 지방재판소 판결): 카토 판사는 교과서 검정 제도가 합법적일지라도 소모타이(soumoutai; 草莽隊)의 기록에 대한 위헌적 검열이라는, 내각의 재량권 중 하나에 대한 남용이 있었다고 판결했으며, "국가는 이에나가 사부로에게 10만 엔을 지급하라"라는 판결을 내렸다.
- 2심 재판 (1989년 10월 13일 국가에 의해 소송 회부, 1993년 10월 20일 판결, 도쿄 고등재판소 판결): 가와가미 판사는 교과서 검정 제도가 합법적일지라도 소모타이(soumoutai; 草莽隊) 및 난징 대학살과 일본의 전쟁 중 성범죄, 총 3가지에 대한 기록에 대한 위헌적 검열이라는, 내각의 재량권 중 하나에 대한 남용이 있었다고 판결했으며, "국가는 이에나가 사부로에게 30만 엔을 지급하라"라는 판결을 내렸다.
- 3심 재판 (1993년 10월 25일 이에나가에 의해 소송 회부, 1997년 8월 29일 판결, 일본 최고재판소 판결): 오노 판사는 교과서 검정 제도가 합법적일지라도 소모타이(soumoutai; 草莽隊) 및 난징 대학살과 일본의 전쟁 중 성범죄와 731 부대, 총 4가지에 대한 기록에 대한 위헌적 검열이라는, 내각의 재량권 중 하나에 대한 남용이 있었다고 판결했으며, "국가는 이에나가 사부로에게 40만 엔을 지급하라"라는 판결을 내렸다. 이로써 재판이 끝났다.

## 같이 보기
- 호라 도미오

## 참고 문헌
- History of Japan. Tokyo: Japan Travel Bureau, 1964.
- Ichi Rekishi Gakusha No Ayumi, translated as Japan's Past, Japan's Future: One Historian's Odyssey. Lanham, Maryland: Rowman & Littlefield, Publishers, 2001. ISBN 0-7425-0989-3. Ienaga's autobiography.
- Taiheiyō Sensō. Tokyo: Iwanami Shoten, 1968. Written as a counterweight to the controversial history textbooks, it attempts to survey the reasons for and the conduct of the Pacific War from 1931 to 1945. Translated and entitled variously:
  - The Pacific War, 1931–1945: A Critical Perspective on Japan's role in World War II. New York : Pantheon Books, 1978. ISBN 0-394-73496-3.
  - The Pacific War: World War II and the Japanese, 1931–1945. New York : Pantheon Books, 1978. ISBN 0-394-49762-7.
  - Japan's Last War: World War II and the Japanese, 1931–1945. Canberra : Australian National University Press, 1979. ISBN 0-7081-0312-X.
- Yamatoe. John M. Shields, translator. Translated as Painting in the Yamato style. New York, Weatherhill, 1973. ISBN 0-8348-1016-6.
- Japanese art: a cultural appreciation. Tr. by Richard L. Gage. New York: Weatherhill, 1979. ISBN 0-8348-1046-8